# Аржанг
«Аржанг» (также «Эртенг») — легендарная священная книга последователей Мани, по преданию, широко известная в Иране и Средней Азии. Эта книга была украшена прекрасными миниатюрами, поэтому в персидской поэзии «Аржанг» стал символом совершенной красоты и изящества. Позднее книга с изображениями превратилась в народном воображении в картинную галерею. Персидский историограф искусства Дуст Мухаммад (XVI в) пишет о создании «Аржанга» следующее:

Когда солнце небосвода пророчества, четвертый из пророков твердо исполняющих веление бога о научении людей истинной вере, Иисус, сын Марии, стал соседом величайшего светила на четвертой сфере этой семиэтажной башни, на звание пророка стал претендовать Мани. И эту претензию он обосновал людям, облачив в форму искусства изображения. Люди потребовали у него чуда. Взяв один зар шелка, он пошел в пещеру и приказал, чтобы двери пещеры замуровали, и когда прошел год его уединения, вышел оттуда, и показал шелк с такими изображениями людей, животных, деревьев, птиц, и разных фигур, которые можно нарисовать только в зеркале разума глазами мечты и то только в картинах воображения и фантазии, в мире же реальном на страницах возможности посадить невозможно. Близорукие люди, у которых зеркало злобных сердец из-за крайней темноты не могло стать местом проявления света ислама, были обольщены рисунками его игрушки. И его разрисованный шелк, названный «скрижалями Аржанга» считали образцом.
— Цитата по кн. «Мастера искусств об искусстве» том 1, стр. 173; М. 1965
В современном Таджикистане под этим названием проводятся фестивали, выставки картин и т. д.

## Название
Коптское наименование книги — Eikōn (эйкон) происходит от греческого слова, обозначающего «образ». В иранских языках: пехл. Ārdahang, перс. ارژنگ‎ Aržang или Ārzhang, парф. dw bwngʾhyg [dō bunɣāhīg] в значении «основательный». Китайский вариант, по мнению учёных, происходит от парфянского  bungahig — tamёn-ho-i или damen heyi, т. е. «Изображение (tu) двух великих начал (tsung)». Уйгурское название «Ики йылтыз ном» (Священная книга двух основ).
Также известна как «книга изображений».